# Per aspera ad astra (film)
Per aspera ad astra (in russo Через тернии к звёздам?, Čerez ternii k zvëzdam) è un film del 1981 diretto da Ričard Viktorov.
Film di fantascienza sovietico basato su un racconto dello scrittore Kir Bulyčëv.

## Trama
Nel XXIII secolo l'astronave Pushkin scopre un'astronave aliena abbandonata di origine sconosciuta. L'equipaggio del velivolo alieno è composto da umanoidi identici creati mediante un processo di clonazione avanzato. La maggior parte sono morti, ma una donna viene trovata in stato catatonico. Il leader della missione, lo scienziato Sergei Lebedev, la porta sulla Terra a casa sua e la chiama Neeya. 
Neeya soffre di perdita di memoria e non riesce a ricordare nulla del suo passato. Mentre si adatta alla vita sulla Terra, scopre di possedere una varietà di poteri telecinetici. Un'amica di Lebedev, la professoressa Ivanova, inizia a studiare la neurofisiologia di Neeya e trova uno speciale neurocentro nel suo cervello che può essere attivato a distanza. Neeya sta visitando la spiaggia con il figlio di Lebedev, Stepan, quando Ivanova attiva il sistema. Neeya perde il controllo del suo corpo e cade in acqua. Il dispositivo attiva anche un chiaro ricordo del suo pianeta natale, dove vede un uomo spiegare lo scopo del sistema di controllo, dandogli il controllo sui cloni. Il flashback termina quando Stepan la tira fuori dall'acqua.
Neeya si unisce a una spedizione archeologica, dove ha un altro flashback che rivela che proviene dal pianeta Dessa. Di ritorno dalla spedizione, scopre che una missione diplomatica di Dessa è appena arrivata allo spazioporto per chiedere aiuto alla Terra. Viene a sapere che torneranno a Dessa sulla nave Astra e si imbarcano clandestinamente sulla nave. Per caso a bordo ci sono anche Stepan e la professoressa Ivanova.
L'Astra incontra la nave di Neeya, identificata dai diplomatici Deesan col nome di Gaya. Un trasmettitore per il sistema di neuro-comando è stato lasciato acceso, costringendo Neeya a teletrasportarsi a bordo senza tuta spaziale. Riesce a disattivare il segnale prima di svenire e viene salvata da Stepan. Uno dei diplomatici, Rakan, spiega che la Gaya è stata l'ultima nave a lasciare Dessa. A bordo c'era il professor Glan, che stava costruendo un esercito di cloni e attendeva un segnale dalle forze ribelli sul pianeta, quando fosse arrivato  il momento giusto per tornare e prendere il comando.
L'Astra raggiunge Dessa e trova un pianeta privato di tutti i minerali, lasciando l'aria e l'acqua avvelenate. La vita in superficie è possibile solo grazie a Turanchoks, che gestisce una fabbrica di maschere antigas nell'ex istituto di Glan. Turanchoks è scontento della presenza della nave terrestre, che ha il potere di ripulire il caos e metterlo fuori gioco. Dopo che gli umani hanno testato con successo un modo per pulire l'aria, avvelena l'unica riserva d'acqua rimasta e ne dà la colpa a loro, incitando la popolazione locale alla rivolta. A causa dell'intervento di Neeya, il piano non ha pieno successo.
Turanchoks attiva uno dei dispositivi di controllo di Glan e lo usa per costringere Neeya a posizionare una bomba sull'Astra. Rakan tenta di fermarlo, ma viene pugnalato da uno degli agenti di Turanchoks. Vicino alla morte, Rakan striscia via e rilascia l'ultimo e più mortale esperimento di Glan, un mostro informe che inizia a uccidere tutti nel laboratorio, compreso Turanchok. All'esterno, Ivanova tenta di prendere la bomba a Neeya, ma viene colpita da un agente di Turanchoks. Lo shock della sua morte spezza l'effetto del controllo su Neeya. I poteri di Neeya, aiutati dal restante equipaggio dell'Astra e dal robot della nave, sconfiggono il mostro. L'Astra parte per casa, lasciando Neeya su un pianeta rinnovato.